# Megalodontes phaenicius
Megalodontes phaenicius is een vliesvleugelig insect uit de familie van de Megalodontesidae. De wetenschappelijke naam van de soort is voor het eerst geldig gepubliceerd in 1823 door Lepeletier.